# Port lotniczy Richmond
Port lotniczy Richmond (IATA: RIC, ICAO: KRIC) – port lotniczy położony 8 km na wschód od Richmond, w stanie Wirginia, w Stanach Zjednoczonych.

## Linie lotnicze i połączenia

### Pirs A
- Air Canada Jazz (Toronto-Pearson) [sezonowo]
- Air Canada obsługiwane przez Air Georgian (Toronto-Pearson) [sezonowo]
- AirTran Airways (Atlanta, Orlando)
- American Airlines (Dallas/Fort Worth)
- American Eagle Airlines (Chicago-O’Hare, Miami)
- US Airways (Charlotte)
- US Airways Express obługiwane przez Air Wisconsin (Boston, Nowy Jork-LaGuardia, Filadelfia)
- US Airways Express obługiwane przez Chautauqua Airlines (Nowy Jork-LaGuardia)
- US Airways Express obługiwane przez Piedmont Airlines (Filadelfia)
- US Airways Express obługiwane przez PSA Airlines (Charlotte, Filadelfia)
- US Airways Express obługiwane przez Republic Airlines (Charlotte, Nowy Jork-LaGuardia, Filadelfia)

### Pirs B
- Continental Express obługiwane przez ExpressJet Airlines (Cleveland, Houston-Intercontinental, Newark)
- Delta Air Lines (Atlanta)
- Delta Connection obługiwane przez Atlantic Southeast Airlines (Atlanta)
- Delta Connection obługiwane przez Chautauqua Airlines (Nowy Jork-JFK)
- Delta Connection obługiwane przez Comair (Cincinnati/Northern Kentucky, Detroit, Nowy Jork-JFK)
- Delta Connection obługiwane przez Compass Airlines (Minneapolis/St. Paul)
- Delta Connection obługiwane przez Pinnacle Airlines (Cincinnati/Northern Kentucky, Detroit, Nowy Jork-JFK)
- JetBlue Airways (Boston, Fort Lauderdale, Orlando)
- United Airlines (Chicago-O’Hare)
- United Express obługiwane przez GoJet Airlines (Chicago-O’Hare, Waszyngton-Dulles)
- United Express obługiwane przez Trans States Airlines (Chicago-O’Hare, Waszyngton-Dulles)